# Алексич, Милан (футболист)
Ми́лан Але́ксич (серб. Милан Алексић; род. 30 августа 2005, Крагуевац) — сербский футболист, атакующий полузащитник клуба «Сандерленд».

## Клубная карьера
Алексич — воспитанник клубов «Чукарички» и «Партизан». В 2023 году игрок подписал контракт с «Раднички» из Крагуеваца. 20 октября в матче против «Напредака» он дебютировал в сербской Суперлиге. 1 ноября в поединке Кубка Сербии против БАСК Милан забил свой первый гол за «Раднички». Летом 2024 года Алексич перешёл в английский «Сандерленд».